# Kūbo Ibuki
Kūbo Ibuki (空母いぶき? lett. "La portaerei Ibuki"), noto anche come Aircraft Carrier Ibuki e Ibuki 192, è un manga scritto da Osamu Eya e disegnato da Kaiji Kawaguchi. L'opera è stata serializzata a partire dal 10 dicembre 2014 sul periodico bimensile Big Comic di Shogakukan e terminata il 10 dicembre 2019 con 103 episodi, raccolti in 13 volumi tankōbon (di cui l'ultimo uscirà nell'estate 2020), annunciando contemporaneamente il lancio del suo seguito, Kūbo Ibuki Great Game (Aircraft Carrier Ibuki Great Game), per il 25 dicembre dello stesso anno.

## Trama
Lo status quo dell'ordine mondiale sta mutando a un ritmo vertiginoso, in particolare il gabinetto nipponico, preoccupato per la repentina corsa agli armamenti e la crescita delle capacità militari dei paesi limitrofi al Giappone, la questione dello sfruttamento delle risorse presenti nel sottosuolo dei fondali marini, la protezione della comunicazione digitale intercontinentale attraverso i cavi sottomarini, il mantenimento della sovranità nella propria zona economica esclusiva in alto mare e la difesa delle più remote isole del vasto arcipelago giapponese nonché la prontezza per eventuali soccorsi in caso di calamità e disastri naturali ma soprattutto in risposta al braccio di ferro politico-militare innescatosi con la Repubblica Popolare Cinese circa alla controversia sorta per la sovranità sulle isole Senkaku, spingono la Dieta nazionale giapponese a decidere di far costruire la portaerei Ibuki.

## Modellismo
Nel 2018, in occasione del 50º anniversario del periodico Big Comic, la casa produttrice di modellini giapponese Tamiya, basandosi sul progetto della Izumo, ha prodotto un'edizione limitata della fittizia porterei Ibuki protagonista del manga, commercializzando una scatola di montaggio per un modello navale statico in scala 1/700 da assemblare, comprensivo di trattori di movimentazione velivoli (STT), elicotteri SH-60 J / K e aerei STOVL F-35JB della Forza aerea della flotta giapponese.

## Riconoscimenti
Nel 2017 Kūbo Ibuki ha vinto il 63º Premio Shogakukan per i manga.